# Willy Kyrklund

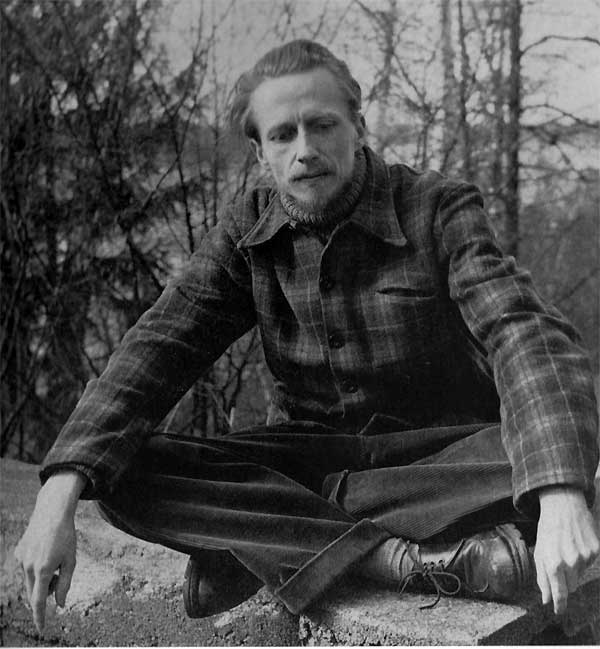
Willy Kyrklund

Willy Kyrklund, eigentlich Paul Wilhelm Kyrklund (* 27. Februar 1921 in Helsinki, Finnland; † 27. Juni 2009 in Danmark bei Uppsala, Schweden) war ein finnisch-schwedischer Schriftsteller. Als Angehöriger der finnlandschwedischen Minderheit verfasste er sein literarisches Werk ausschließlich auf Schwedisch.

## Biografie
Kyrklund wuchs zunächst in Helsinki auf, im Alter von 10 Jahren zog er mit der Familie nach Harlu in Ostkarelien. Nach dem Abitur 1938 begann er ein Studium der Mathematik in Åbo (finn.: Turku), das aber durch seinen Einzug zum Wehrdienst 1940 unterbrochen wurde. Seit 1944 lebte Kyrklund in Schweden und arbeitete zunächst als Bürogehilfe bei der Baubehörde der Gemeinde Lidingö nahe Stockholm. Nach dem Krieg setzte er seine Universitätsstudien an der Universität Stockholm fort, doch mit einem Schwerpunkt auf semitischen und orientalischen Sprachen. 1953 schloss er sein Studium mit dem Magisterexamen ab. 1945 ging Kyrklund eine erste Ehe ein (mit Birgitta Ekwall), ab 1982 war er in zweiter Ehe mit Karin Kebbon verheiratet.

## Werk
„Jag söker den fråga på vilken människolivet är ett svar.“

„Ich suche die Frage, auf die das Menschenleben eine Antwort darstellt.“

Mitte der 1940er Jahre trat Willy Kyrklund erstmals als Autor hervor. 1948 veröffentlichte er seinen ersten Band mit Erzählungen, Ångvälten. 1951 folgte eine seiner populärsten Arbeiten, der Roman Solange. Im Schicksal seiner Hauptfigur, der jungen Solange, spiegeln sich die Widersprüche und Schattenseiten der modernen, entindividualisierten Gesellschaft – ein wichtiges Thema im Werk Kyrklunds und der jungen schwedischen Schriftstellergeneration der 1940er Jahre überhaupt. Die Unmöglichkeit eines authentischen und erfüllten Lebens führt Solange am Ende des Romans an den Rand eines einsamen Waldteichs. Doch wird ihr Selbstmord bei Kyrklund zur Verwandlung in ein unscheinbares Riedgras.
Ein weiterer Grundzug Kyrklunds kündigt sich damit in Solange an: der Bezug auf den antiken Mythos, hier auf Ovids Metamorphosen. Dieser wird in späteren Werken wie Polyfem förvandlad (1964) und Elpënor (1986) sowie in dem Drama Medea från Mbongo (1966) zum zentralen Thema. Überhaupt ist die intertextuelle Dimension grundlegend für Kyrklunds Schreiben. Seine Texte sind häufig dialogisch, leben von dem Widerstand, den sie anderen, oft kanonischen Texten entgegensetzen. Dies gilt auch für die Erzählung Mästaren Ma (1952, dt.: Meister Ma), die selbst als Dialog dreier Stimmen angelegt ist und in der sich Kyrklunds Kennerschaft des orientalischen und insbesondere chinesischen Literaturerbes zeigt.
Parodie und Ironie sind die Mittel, mit denen Kyrklund seine literarische Aufklärungsarbeit betreibt. Die Tragik des menschlichen Lebens wird distanziert, aber nie gefühllos beschrieben, gleich ob sie im schwedischen Volksheim der 1950er Jahre, in der archaischen Welt des Mythos oder im konfuzianischen China angesiedelt ist. Vielmehr offenbart sie einen Widerstandsgeist und pathetischen Trotz, der sich zugleich seiner eigenen Lächerlichkeit bewusst ist – so wie Meister Ma, der Weisheitslehrer aus der gleichnamigen Erzählung, der sich mit Feuerwerksraketen in den Himmel schießen lässt, um dem menschlichen Elend zu entgehen.

## Werke (Auswahl)

### Romane und Erzählungen
- Ångvälten (1948)
- Tvåsam (1949)
- Solange (1951)
- Mästaren Ma (1952, dt.: Meister Ma)
- Polyfem förvandlad (1964)
- Åtta variationer (1982)
- Elpënor (1986)
- Om godheten (1988, dt.: Vom Guten)

### Dramen
- Från bröllopet till Medea (1967)

## Auszeichnungen
- 2001: Nordischer Preis der Schwedischen Akademie